# Östra Qinggravarna
Östra Qinggravarna (清东陵, Qīng Dōnglíng) är ett kejserligt gravfält från den kinesiska Qingdynastin (1644–1911). Gravfältet ligger ungefär 115 km nordost om Peking i Kina. Östra Qinggravarna består av 15 mausoleer där minst 168 kejserliga personer är begravda, däribland kejsar Kangxi, kejsar Qianlong och änkekejsarinnan Cixi. Fem av Qingdynastins kejsare är begravda i gravfältet. Östra Qinggravarna är det största och bäst bevarade kejserliga gravkomplexet i Kina. År 1928 blev betydande delar av gravkomplexet plundrat av krigsherren Sun Dianying.
Sedan år 2000 är Ming- och Qingdynastiernas kejserliga gravar där Östra Qinggravarna ingår listade som världsarv av Unesco. Gravfältet är en populär turistattraktion.

## Historia

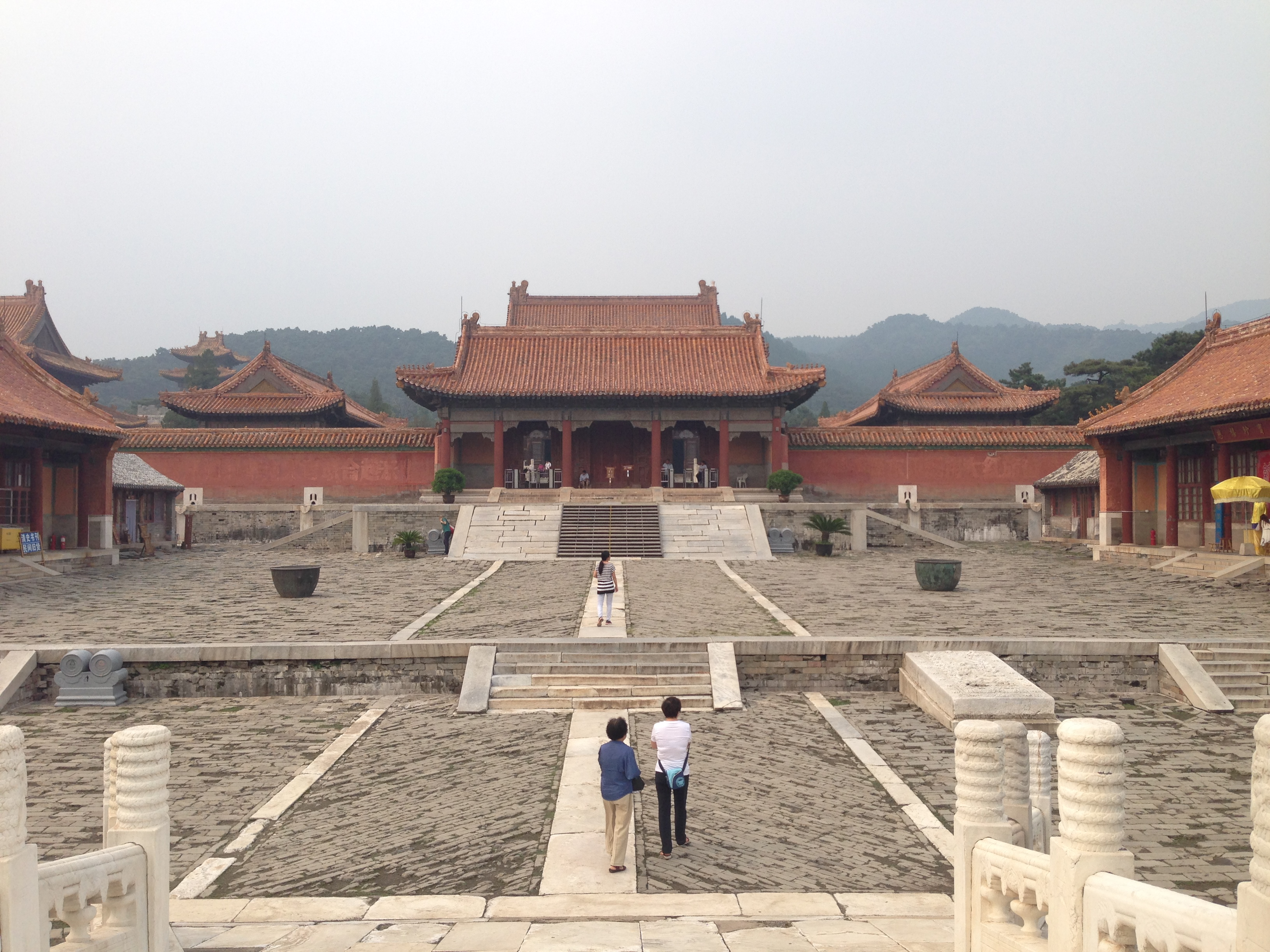
Porten som leder in till gravgården i Putuoyu Östra Dingling.

Qingdynastin grundades 1616, och dynastins två första kejsare begravdes utanför Shenyang, drygt 600 km nordost om Peking. Från det att Qingdynastin år 1644 erövrat den kinesiska Mingdynastin kom Qingdynastins kejsare att begravas i Östra Qinggravarna öster om Peking och i Västra Qinggravarna sydväst om Peking. Kejsar Shunzhi var sex år gammal när han blev den förste av Qingdynastins kejsare som också regerade över Kina och han blev även den förste att begravas i Östra Qinggravarna. Efter kejsar Shunzhis död 1661 började hans grav byggas av kejsar Kangxi. Östra Qinggravarna kom sedan successivt att byggas ut genom hela Qingdynastin under totalt 247 år fram till änkekejsarinnan Cixis död 1908. Den sista att begravas i Östra Qinggravarna var en av kejsar Guangxus konkubiner som begravdes 1935.
Efter att Qingdynastin fallit under Xinhairevolutionen 1911 styrdes Kina av flera krigsherrar. En av dem var Sun Dianying som 1928 plundrade Qinggravarna. Sun Dianying sprängde sig ner till de underjordiska kamrarna i kejsar Qianlong och änkekejsarinnan Cixis gravar och de frilagda portarna bröts upp. Under sju dagar stals en stor del av värdesakerna i gravkamrarna. Till och med gravkistorna öppnades och plundrades. Sun Dianying hade även för avsikt att plundra Xiaoling, men just när plundringen skulle påbörjas utbröt ett kraftigt åskoväder och detta sågs som ett olycksbådande tecken och det skrämde iväg gravplundrarna. Östra Qinggravarna plundrades även flera gånger efter Sun Dianyings plundring. I den turbulenta situationen efter krigsslutet 1945 öppnades och plundrades även de underjordiska palatsen till de tre kejsargravarna tillhörande Jingling, Dingling och Huiling. Av kejsargravarna i Östra Qinggravarna är det bara Xiaoling som undgått plundring.
Östra Qinggravarna listas sedan år 2000 tillsammans med de övriga Ming- och Qingdynastiernas kejserliga gravar som världsarv.

## Utförande

Karta över de femton mausoleerna i Östra Qinggravarna.

Östra Qinggravarna ligger i Malanyu, 25 km väster om Zunhua i Hebeiprovinsen i Kina och ungefär 115 km öster om Peking.. Läget för gravkomplexet söder om Changruiberget (昌瑞山) är noga utvalt, baserat på Feng Shui, astrologi och geografi, och legenden säger att kejsar Shunzhi fann platsen under en jaktresa.
Just norr om gravfältet finns rester av Kinesiska muren, vilken uppfördes under Mingdynastin. Östra Qinggravarna består av totalt 17 mausoleer, varav ett är förstört och ett övergavs innan det hann färdigställas. Totalt är minst 168 personer begravda i Östra Qinggravarna. Av dessa är 13 begravda i tre mausoleer utanför Fengshui-muren. Frånsett de fem kejsarna och nio av deras söner, är alla gravsatta i Östra Qinggravarna kvinnor. Gravkomplexet innehåller fler än 500 byggnader.. Gravområdet sträcker sig ungefär sex kilometer i nord-sydlig riktning och sju kilometer i öst-västlig.
Av Kinas alla kejserliga gravkomplex är Östra Qinggravarna det största och bäst bevarade. De kejserliga mausoleerna är alla uppbyggda på likartat sätt och har stora arkitektoniska likheter med både Västra Qinggravarna och de äldre Minggravarna. Kejsargravarna har alla sin entré från söder och, frånsett Huiling, når man dessa via en processionsväg som leder till ett torg med en paviljong i mitten. Inne i paviljongen finns en meritsten där kejsarens och gravens namn samt kejsarens meriter och bedrifter är beskrivna. Meritstenen bärs av ett heligt djur. Öster om torget finns en gård med ett heligt kök och ett förråd. Norr om torget finns tre broar som leder över ett vattendrag. Undantaget är Xiaoling där broarna finns söder om torget. Efter att man passerat broarna kommer man via porten genom murarna in till gravgården i vars centrum Long'enpalatset (隆恩殿) ligger. På östra sidan av palatset finns ett tehus och en matsal. På västra sidan om palatset finns byggnader där det serverades frukt och bakverk. Norr om gravgården följer ytterligare en muromgärdad gård med ett altare söder om ett "andetorn" (明楼) som innehåller porten ned till det underjordiska palatset där kejsaren är begravd. Över det underjordiska palatset har en kulle uppförts och runt denna en mur som bildar Skattborgen (宝城), vilken är förbjuden att beträda.

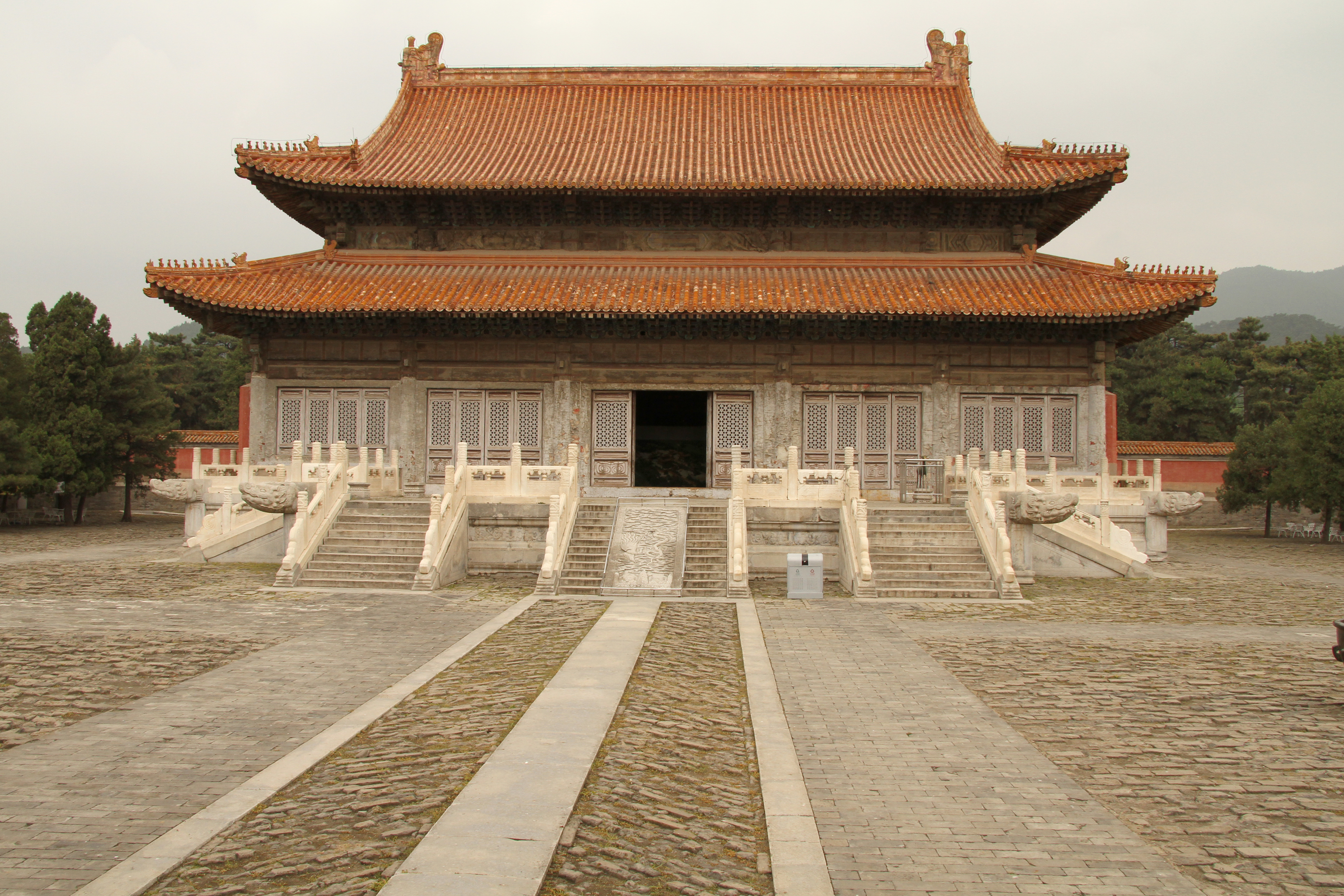
Long'enpalatset i Yuling.

Längs östra, södra och västra sidorna om Östra Qinggravarna löper en mur, Fengshui-muren (风水墙), vilken ansluter mot bergen norr om gravarna och utgör gravfältets yttermur. I dag finns huvudsakligen bara den södra delen av muren kvar: den del som ansluter mot Stora röda porten (大红门) som är gravkomplexets huvudentré. Porten har tre ingångar. 250 meter söder om porten står en 12,5 meter hög och drygt 31 meter bred valvport av sten med fem ingångar. Det är den bredaste existerande valvporten av sten i Kina. Just innanför Fengshuimuren på östra sidan finns Klädespalatset (服殿). Det var här kejsarna bytte kläder och vilade inför besöken på gravområdet
Gravfältets arkitektur speglar Qingdynastins upp- och nedgång där dynastins finansiella styrka återspeglas i hur påkostade gravar som uppfördes vid respektive tid. Jingling och Yuling representerar Qingdynastins ekonomiska höjdpunkt under kejsar Kangxis och kejsar Qianlongs regimer. På samma sätt speglar det enklare utförandet på Dingling och Huiling dynastins problem som följde på Taipingupproret och andra opiumkriget under andra halvan av 1800-talet. Ett undantag är änkekejsarinnan Cixis grav som är påkostad i liknande omfattning som Jingling och Yuling trots dynastins ekonomiska problem i slutet av 1800-talet.

### Kejsarnas mausoleer

#### Xiaoling

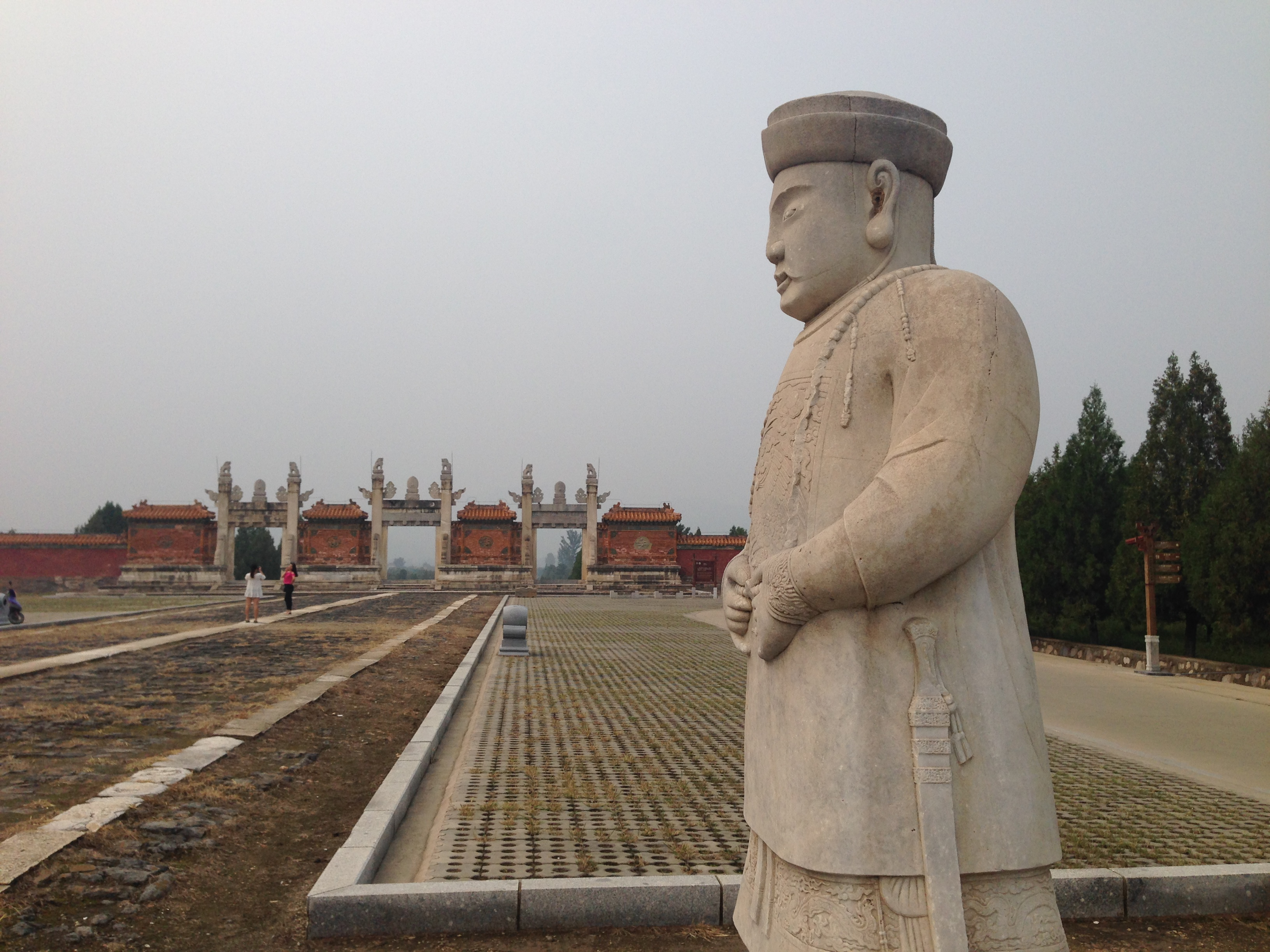
Staty längs processionsvägen mot Xiaoling med ”Draken och Fenix”-porten i bakgrunden.

Xiaoling (孝陵) är den största och äldsta graven och den ligger centralt i norra delen av gravfältet. Här vilar kejsar Shunzhi (död 1661), änkekejsarinnan Kang Zhang och konkubinen Xiao Xian. En 5 600 meter lång processionsväg leder från Stora röda porten i södra muren genom hela gravfältet upp till Xiaoling. Processionsvägen, som är 12 meter bred och består av tre lager av stora stenplattor, omges av monument och statyer. Ungefär halvvägs längs processionsvägen finns en 900 meter lång rak del av vägen som kantas av 18 par av statyer. Statyerna föreställer lejon, drakar, kameler hästar, elefanter och soldater. När man passerat statyerna kommer man till ”Draken och Fenix”-porten (龙凤门). ”Draken och Fenix”-porten är en utsmyckad valvport med tre ingångar och den är enligt legenden den södra porten till himmelen. Innan man når Shunzhis grav passerar man Enspannsbron, Sjuspannsbron och Femspannsbron, vilka alla är valvbroar av sten.
Xiaoling uppfördes under perioden 1661 till 1664. Xiaolings största byggnad, Long'enpalatset, renoverades åren 1991 till 1993. Tidigare har man trott att material från Minggravarna användes för att bygga Xiaoling, men senare forskning har visat att materialet i stället är taget från i Beihai-parken i centrala Peking. En stentavla berättar att graven inte innehåller några värdeföremål, vilket kan vara en bidragande anledning till att Xiaoling aldrig har plundrats.
Öster om Xiaoling ligger mausoleet Östra Xiaoling, där Shunzhis hustru, kejsarinnan Hui Zhang, är begravd tillsammans med 28 konkubiner.

#### Jingling
Åren 1676 till 1681 uppfördes Jingling (景陵) som är kejsar Kangxis (död 1772) mausoleum. Jingling ligger öster om och är nästan lika stor som Xiaoling. Processionsvägen mot Jingling har fem statypar föreställande civila tjänstemän, militärer, hästar, elefanter och lejon. I Jingling är även Kangxis fyra hustrur, tillika kejsarinnor, och en konkubin begravd. Jinglings Long'enpalats förstördes 1905 av en anlagd brand, men är nu renoverat. Sydost om Jingling ligger två mausoleer för de kejserliga konkubinerna. I mausoleet närmast Jingling är 49 konkubiner begravda. I det bortre mausoleet, Shuang Feiling, vilar de två högst rankade konkubinerna Chong Hui och Chuan Yi.

#### Yuling

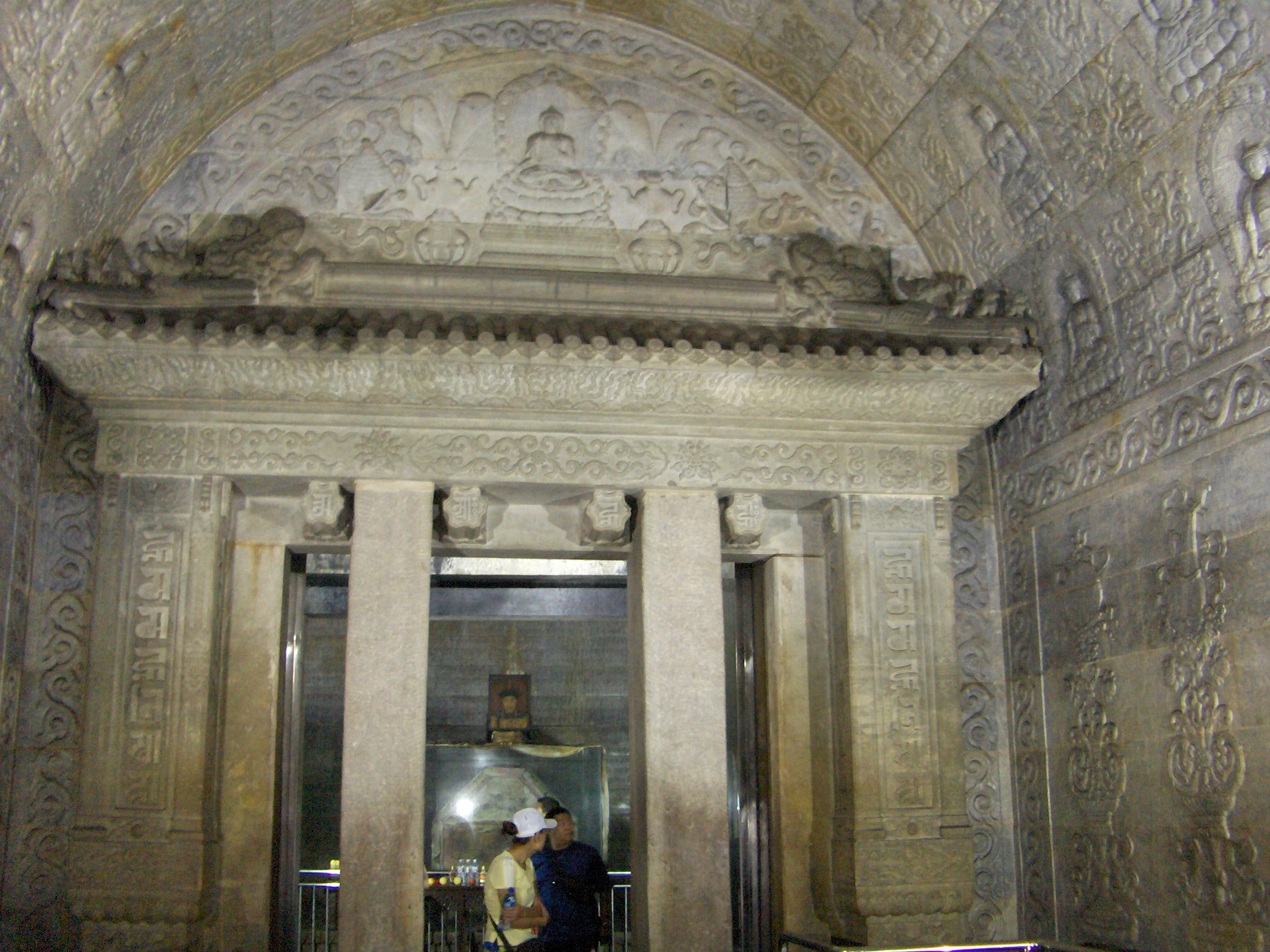
Sista porten i det underjordiska palatset in till kammaren där kejsar Qianlongs gravkista ligger.

I Yuling (峪陵) är kejsar Qianlong (död 1799) tillsammans med sina två hustrur, kejsarinnorna Xiao Xian och Ulanara, och tre konkubiner begravda. Huvudparten av Yuling uppfördes åren 1743 till 1760 men färdigställdes först år 1800. Yuling är en av de mest påkostade kejsargravarna. Processionsvägen till Yuling, som är kantad av åtta par av stenstatyer, är i det närmaste två kilometer lång. Det underjordiska palatset, där kejsaren är begravd, består av tre kammare fördelade på 372 kvadratmeter. Väggarna och taken i kamrarna är rikligt prydda med graveringar och text. Det underjordiska palatset där Qianlongs kropp vilar är öppet för turister. I konkubinernas mausoleum, strax väster om kejsarens grav, är 35 konkubiner begravda tillsammans med en degraderad kejsarinna.

#### Dingling

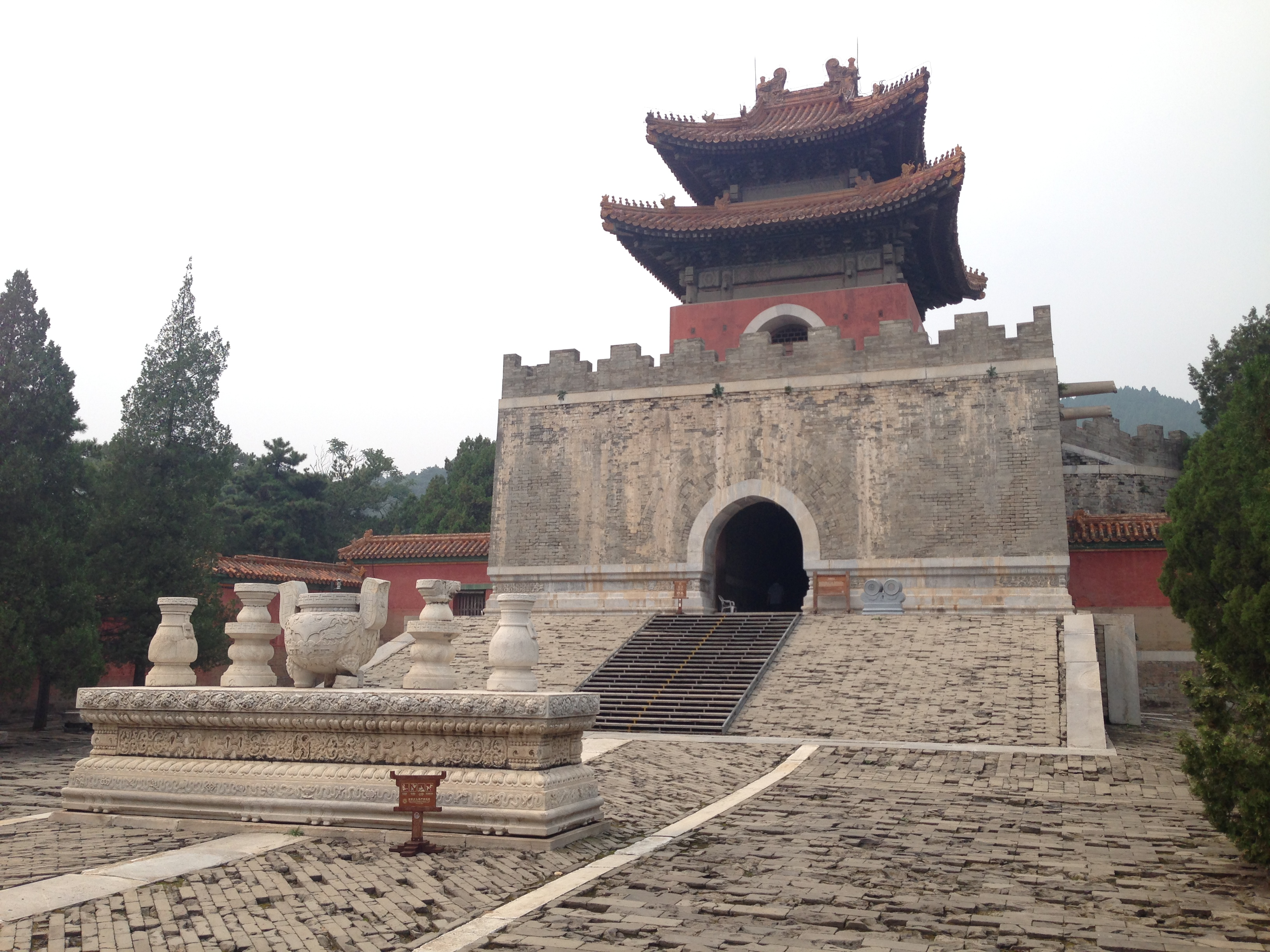
Andetornet i Cixis mausoleum.

Väster om Yuling ligger Dingling (定陵) som är kejsar Xianfengs (död 1861) grav. Graven började byggas 1859 och är något enklare i sitt utförande. Nere i det underjordiska palatset är även kejsarinnan Xiaodexian begravd. Kejsarens två andra hustrur, änkekejsarinnan Cixi och kejsarinnan Cian, är begravda i Östra Dingling. Gravkomplexet Östra Dingling innehåller två gravar (Puxiangyu Östra Dingling och Putuoyu Östra Dingling) vilka båda är uppförda i liknande stil som kejsargravarna. Dessa gravar uppfördes till största delen under perioden 1873 till 1879. Änkekejsarinnan Cixis grav Putuoyu Östra Dingling var speciellt påkostad. Den är mycket exklusivt utförd och väl i klass med kejsargravarna. Cixi fortsatte att bygga vidare på sin grav fram till sin död 1908. Det underjordiska palatset till Cixis grav är öppet för turister.
Namnet Dingling har även använts för andra kinesiska kejsargravar före Qingdynastin. Tangdynastins kejsare Zhongzong (död 710) är begravd i Dingling norr om Xi'an och Mingdynastins kejsare Wanli (död 1620) är begravd i Dingling norr om Peking.

#### Huiling
Lite avsides från de andra gravarna, drygt 3 km sydost om Jingling, ligger Hulling (惠陵) där kejsar Tongzhi och hans kejsarinnan Xiao-Zhe vilar. Mausoleet färdigställdes på drygt två år från kejsarens död 1875 till 1877. Hulling är den minst påkostade av de fem kejsargravarna och har ingen processionsväg och inga statypar, men däremot några stenpelare med ett något unikt utseende. Väster om Hulling finns Huifeiling som är ett mausoleum för fyra av kejsar Taongzhis och kejsar Guangxus konkubiner.

## Lista över Östra Qinggravarnas mausoleer
| Xiaoling | Kejsar Shunzhi Änkekejsarinnan Kang Zhang Konkubinen Xiao Xian                                                                  | 40°11′35″N 117°39′04″Ö / 40.193141°N 117.651178°Ö Centralt i norra delen av gravfältet. | -                                                                                               |
| Östra Xiaoling | Kejsarinna Hui Zhang 28 konkubiner                                                                                              | 40°11′43″N 117°39′17″Ö / 40.195271°N 117.654671°Ö                                       | -                                                                                               |
| Jingling | Kejsar Kangxi Kejsarinnan Xiaochengren Kejsarinnan Xiaozhaoren Kejsarinnan Xiaoyiren Kejsarinnan Xiaogongren Konkubinen Min Fei | 40°11′19″N 117°39′45″Ö / 40.188554°N 117.662577°Ö                                       | -                                                                                               |
| Jing Feiling | 49 konkubiner | 40°11′12″N 117°40′04″Ö / 40.186703°N 117.667868°Ö                                       | Det finns även en tom grav tänkt till Min Fei. Min Fei är begravd i Jingling.                   |
| Jing Shuang Feiling | Konkubinen Chong Hui Konkubinen Chun Yi                                                                                         | 40°11′04″N 117°40′25″Ö / 40.184536°N 117.673527°Ö                                       | -                                                                                               |
| Yuling | Kejsar Qianlong Kejsarinnan Xiao Xian Kejsarinnan Ulanara Konkubinerna Huixian, Zhemin och Shujia                               | 40°11′13″N 117°38′45″Ö / 40.186840°N 117.645957°Ö                                       | -                                                                                               |
| Yuling Konkubingrav | Kesarinnan Wulanala (degraderad) 35 konkubiner                                                                                  | 40°11′17″N 117°38′30″Ö / 40.188040°N 117.641753°Ö                                       | Inkluderar konkubinen Rong Fei.                                                                 |
| Dingling | Kejsar Xianfeng Kejsarinnan Xiaodexian                                                                                          | 40°11′09″N 117°37′53″Ö / 40.185873°N 117.631391°Ö                                       | -                                                                                               |
| Puxiangyu Östra Dingling                                                                                                  | Kejsarinnan Cian | 40°11′14″N 117°38′20″Ö / 40.187228°N 117.638945°Ö                                       | -                                                                                               |
| Putuoyu Östra Dingling | Änkekejsarinnan Cixi | 40°11′15″N 117°38′23″Ö / 40.187485°N 117.639668°Ö                                       | -                                                                                               |
| Dingling Konkubingrav | 15 konkubiner | 40°11′12″N 117°38′12″Ö / 40.186597°N 117.636620°Ö                                       | -                                                                                               |
| Huiling | Kejsar Tongzhi Kejsarinnan Xiao-Zhe                                                                                             | 40°10′11″N 117°41′45″Ö / 40.169854°N 117.695972°Ö                                       | -                                                                                               |
| Huiling Konkubingrav | 4 konkubiner | 40°10′13″N 117°41′37″Ö / 40.170291°N 117.693637°Ö                                       | -                                                                                               |
| Västra Zhaoling | Änkekejsarinnan Xiaozhuang | 40°08′59″N 117°41′05″Ö / 40.149657°N 117.684613°Ö                                       | Graven ligger utanför Fengshui-muren.                                                           |
| Daoguangs prinsessgrav | Kejsar Daoguangs första och andra dotter. Kejsar Daoguangs andra och tredje son.                                                | 40°11′01″N 117°42′47″Ö / 40.183528°N 117.713143°Ö                                       | Graven ligger utanför Fengshui-muren.                                                           |
| DuanHuis prinsgrav | Kejsar Qianlongs två söner – kronprinsar Kejsar Qianlongs dotter – prinsessa 5 söner utan rang.                                 | Väster sida om västra Fengshui-muren.                                                   | Graven är förstörd. Graven ligger utanför Fengshui-muren.                                       |
| Daoguangling | - | 40°11′03″N 117°40′42″Ö / 40.184061°N 117.678242°Ö                                       | Graven blev aldrig färdigställd och är övergiven. Den var tänkt som kejsar Daoguangs mausoleum. |
| 1 Där inget annat anges, Källa: Liu, Mancang (2012) (på engelska). The Eastern Qing Tombs Great Charm. ISBN 962-8839-47-0 | |                                                                                         |                                                                                                 |

## Östra Qinggravarna i dag
I dag är Östra Qinggravarna en populär turistattraktion där man kan besöka alla gravarna och deras processionsvägar. Fyra gånger om dagen återgestaltas även en offerceremoni som besökarna kan beskåda. Eftersom gravarna är utspridda över ett stort område går det pendlingsbussar mellan mausoleerna inne på området. Entréavgiften inklusive tillgång till pendlingsbuss inne på området ligger på 152 RMB (2015). Östra Qinggravarna öppnades för turism 1978. Under de första 20 åren efter öppnandet varierade besöksantalet mellan 300 000 och 700 000 per år.

## Galleri

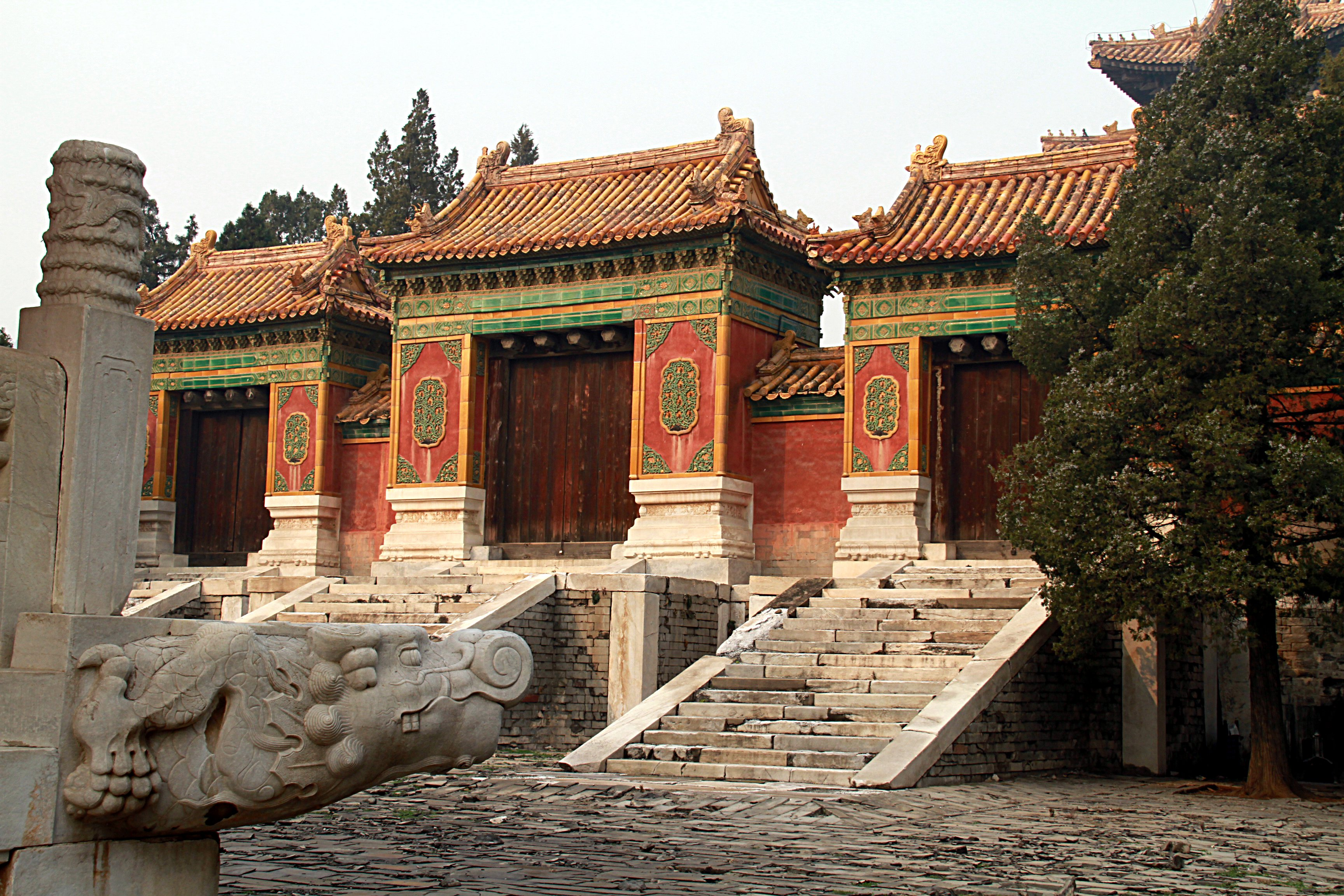
Entrén till kejsarinnan Cians grav Puxiangyu Östra Dingling.
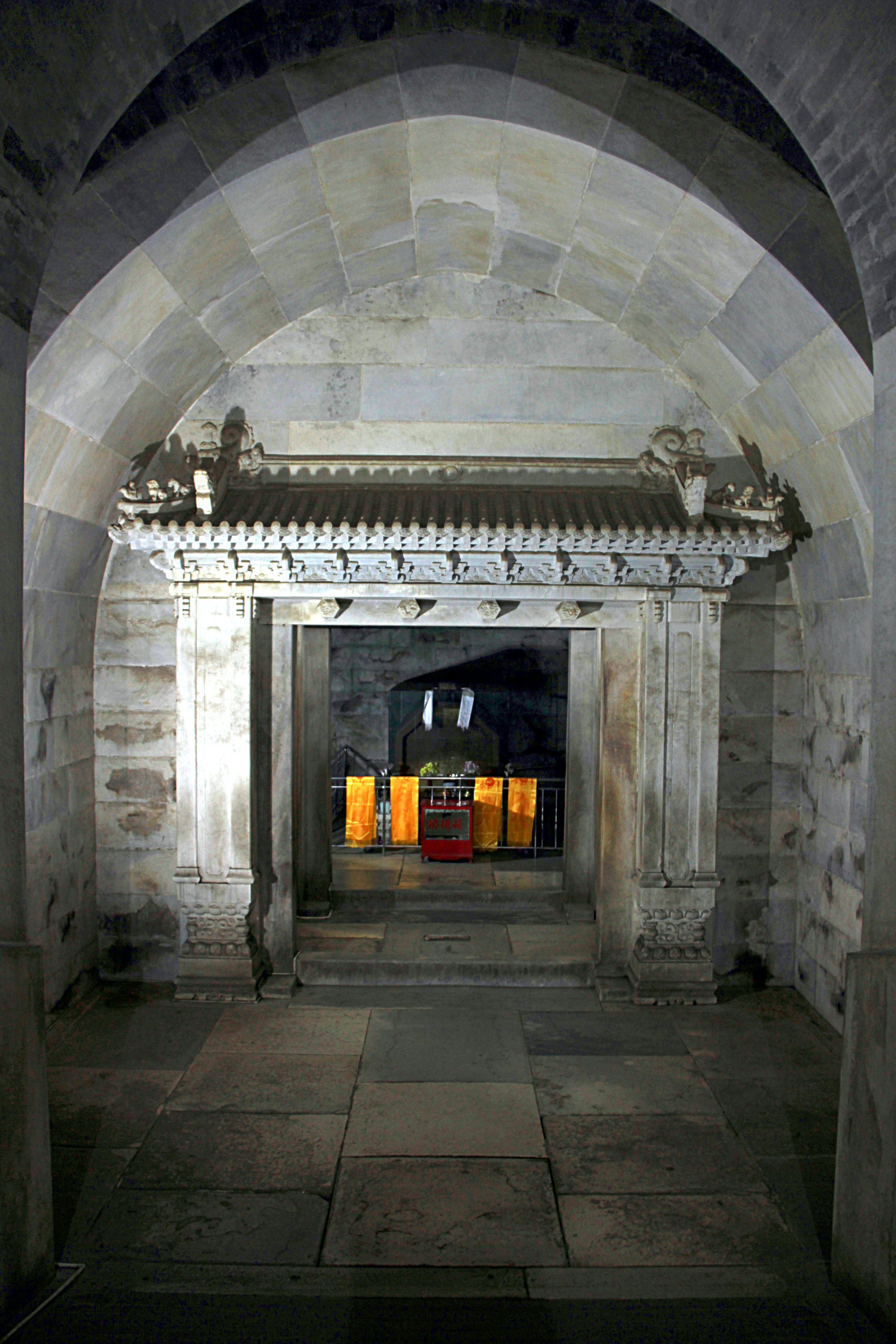
Det underjordiska palatset med Änkekejsarinnan Cixis kista i Putuoyu Östra Dingling.
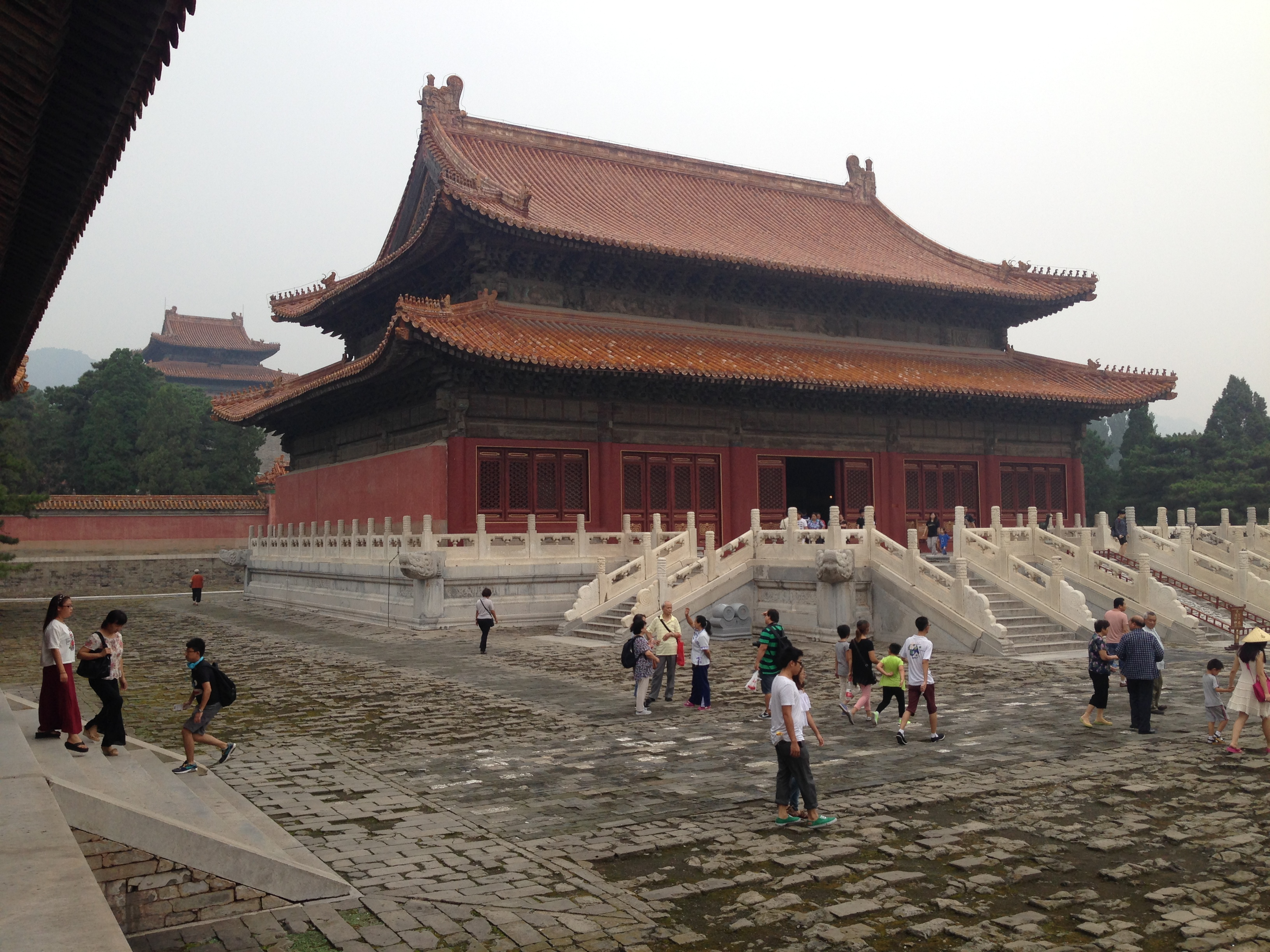
Long'enpalatset i Yuling.
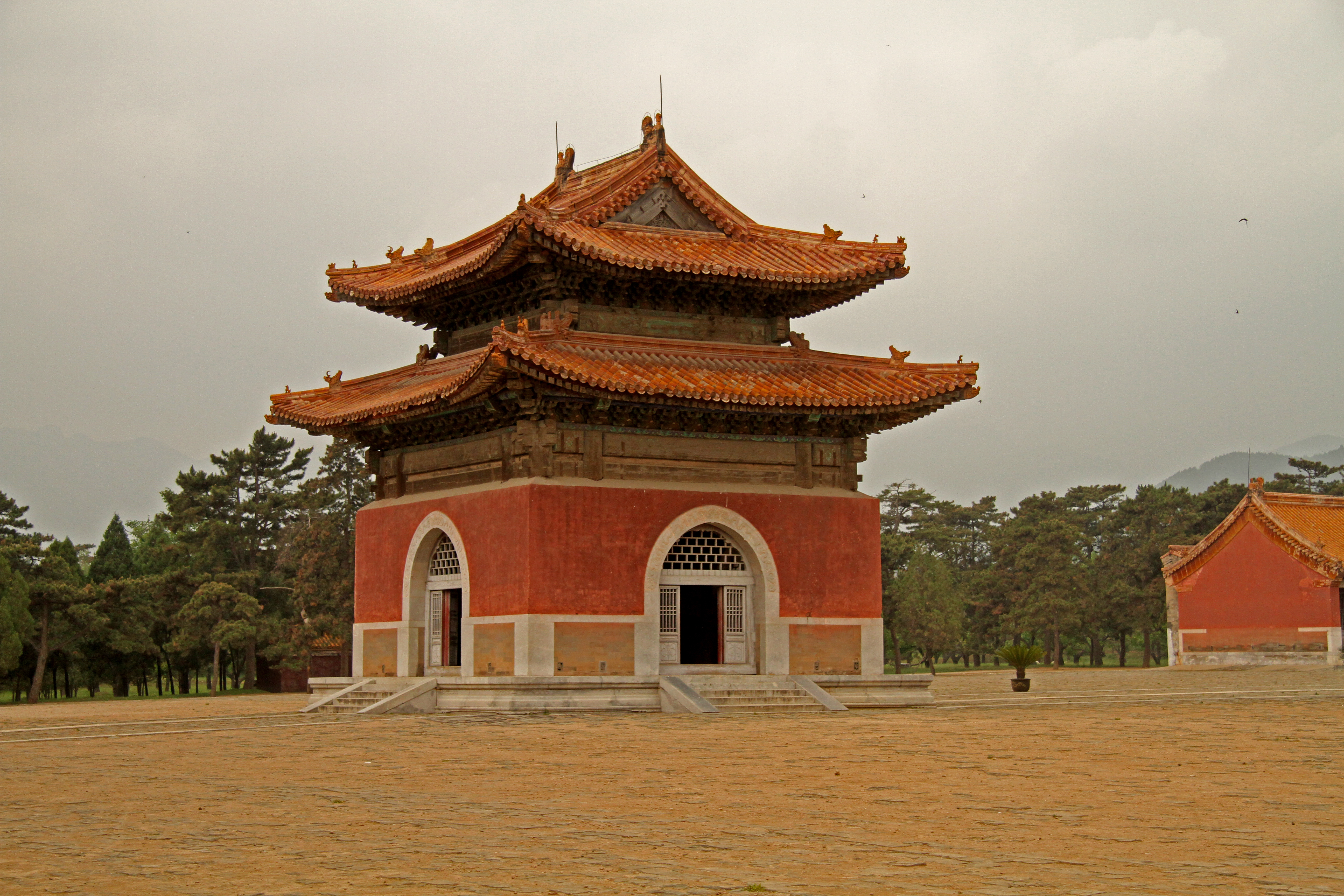
Paviljongen vid torget i södra delen av kejsar Kangxis grav Jingling.
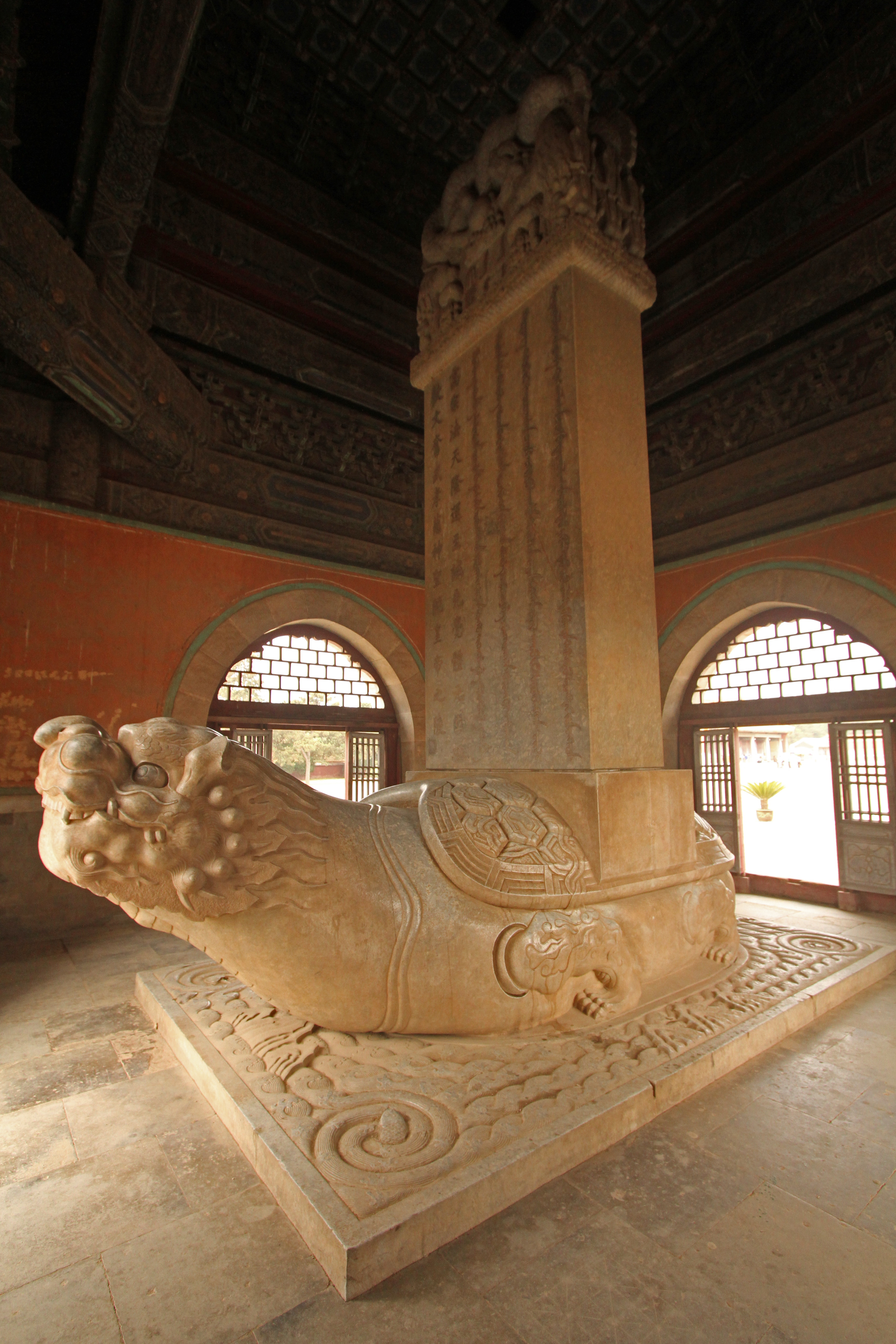
Kejsar Kangxis meritsten där hans bedrifter är beskrivna.